# 신지혜
신지혜(申智惠, 1987년 10월 2일~)는 기본소득당의 전 상임대표이자 현 최고위원이다. 용혜인과 함께 기본소득당을 창당했다. 정계 입문 이전에는 장애어린이와 홀몸 어르신 목욕을 돕는 자원활동과 강남 판자촌 마을의 공부방 교사로 살았다. 부산광역시 출신이다.

## 학력
- 통영여자중학교 졸업
- 통영여자고등학교 졸업
- 2006. 3.~2011. 2. 이화여자대학교 사회학 학사 졸업

## 경력
- 평화캠프 서경지부 사무처장
- 경기도 고양시 페미니스트 대표
- 2015. 1.~2018. 10. 노동당 경기도당 고양시·파주시 당원협의회 위원장
- 2016. 4. 제20대 국회의원선거 노동당 경기도 고양시 국회의원 후보
- 2019. 1.~2019. 7. 노동당 공동대표
- 2019. 12. 기본소득당 경기도당 상임위원장
- 2020. 2. 기본소득한국네트워크 이사
- 2020. 6.~2022. 6. 제2대 기본소득당 상임대표
- 2021. 12.~2023.12. 기본소득당 서울특별시당 상임위원장
- 2022. 7.~ 기본소득당 대변인
- 2024. 7.~ 기본소득당 최고위원

## 저서
- 2020. 3. 26. 당 만드는 여자들 - 지식의풍경

## 역대 선거 결과
|  | 5.02% |

|  | 1.48% |

|  | 0.30% |

|  | 1.27% |

|  | 0.48% |

|  | 0.28% |